# 湖東村 (苗栗縣)
湖東村是位于台灣苗栗縣西湖鄉的一個村。

## 交通
- 台1線
- 國道三號（福高）：西湖服務區[1]

## 旅遊
- 綠野傳奇休閒農園
- 西湖文旦[2]
- 西湖湖東活動中心
- 神農明日菜農場
- 楓櫥
- 苗栗炭窯

## 特產
文旦

## 其它
- 木松亭
- 海水亭